# Ferdinand Dierkens
Ferdinand François Dierkens (Gand, 20 settembre 1856 – Gand, 16 febbraio 1936) è stato un architetto belga.

## Carriera
Figlio di Jan Rodolf Dierkens, un falegname indipendente di convinzione social-liberale, Ferdinand avrebbe continuato l'attività paterna, ma mirava più in alto. Nel 1877 si iscrisse all'Accademia reale di belle arti di Gand e cinque anni dopo si laureò come architetto. Nel 1882 fu nel pieno dello svolgimento della sua professione. Quell'anno a Gand fu avviato lo Zollikofer-De Vigneplan, che doveva trasformare il quartiere operaio tra la stazione Sud e De Kuip.
Nel 1893-94, Edward Anseele chiese a Dierkens di creare la Casa del popolo Ons Huis per conto della società cooperativa Vooruit fondendo due case. Dopo un incendio, nel 1897 venne deciso di costruire un nuovo edificio. Il politico socialista voleva un grande magazzino cooperativo prendendo esempio da un grande magazzino parigino. Il giovane architetto, il cui unico incarico fino ad allora era stato un monumento funerario, progettò un bellissimo edificio con scalone in stile liberty e facciata in vetro e acciaio, che purtroppo subì una ristrutturazione nel 1956.
Nel 1902 Dierkens fu autorizzato a costruire il tempio della loggia massonica La Liberté, di cui era membro. In accordo con i desideri del fondatore Jules Guequier, rinunciò agli elementi egiziani e utilizzò uno stile che combinava il classicismo con l'Art Nouveau.
Il più grande incarico di Dierkens arrivò nel 1910: la costruzione della Feestlokaal van Vooruit, un palazzo per il socialismo di Gand. Su un terreno in forte pendenza, ha fuso l'eclettismo con l'Art Nouveau. Il cantiere durò fino al 1914.
Dopo la guerra, Dierkens si specializzò nelle fabbriche. Ha progettato, tra gli altri, la Société gantoise de fonderies et constructions mécaniques (1920) e La nouvelle linière du Canal (1924). Sono state conservate anche due case che ha progettato per se stesso.